# Центральная научная медицинская библиотека
Центральная научная медицинская библиотека Первого МГМУ им. И. М. Сеченова (ЦНМБ) Минздрава РФ — отраслевая медицинская библиотека, предназначенная для обслуживания научных и практических работников здравоохранения, одна из крупнейших в мире.

## История
Государственная центральная научная медицинская библиотека (ГЦНМБ) была основана в Москве в 1919 году, инициатором её создания выступил, по разным источникам, Николай Александрович Семашко или Василий Дмитриевич Шервинский. В библиотеку были переданы собрания книг и журналов Медицинского совета Министерства внутренних дел Российской империи, Военно-медицинского учёного комитета и иных государственных медицинских учреждений, Общества русских врачей и других организаций. Библиотека разместилась в бывшем здании Вдовьего дома на площади Восстания (до 1919 и после 1992 — Кудринской), построенном по проекту архитектора Доменико Жилярди.
В соответствии с приказом Министерства здравоохранения СССР № 880 от 6 октября 1931 года ГЦНМБ стала головным учреждением вновь учреждённой сети медицинских библиотек СССР. В ведение ГЦНМБ как координационного и научно-методического центра перешли республиканские библиотеки, которым подчинялись областные и краевые, в свою очередь, надзиравшие за библиотеками при высших медицинских учебных заведениях, институтах усовершенствования врачей, научно-исследовательских учреждениях и медицинских училищах. В начале 1930-х годов по соседству с библиотекой во Вдовьем доме расположился Центральный институт усовершенствования врачей (ЦИУ), созданный на основе курсов усовершенствования врачей, организованных в различных клиниках и больницах по инициативе союза врачей Москвы и Московской области. Уже в 1950-х годах организациям стало тесно в одном здании, а на фоне оттепели ГЦНМБ потребовалось более просторное помещение, чтобы знакомить отечественных медиков со ставшими доступными зарубежными исследованиями.
Большой фонд, удобный и быстрый доступ к литературе создавали благоприятные условия для работы читателей.

### Здание

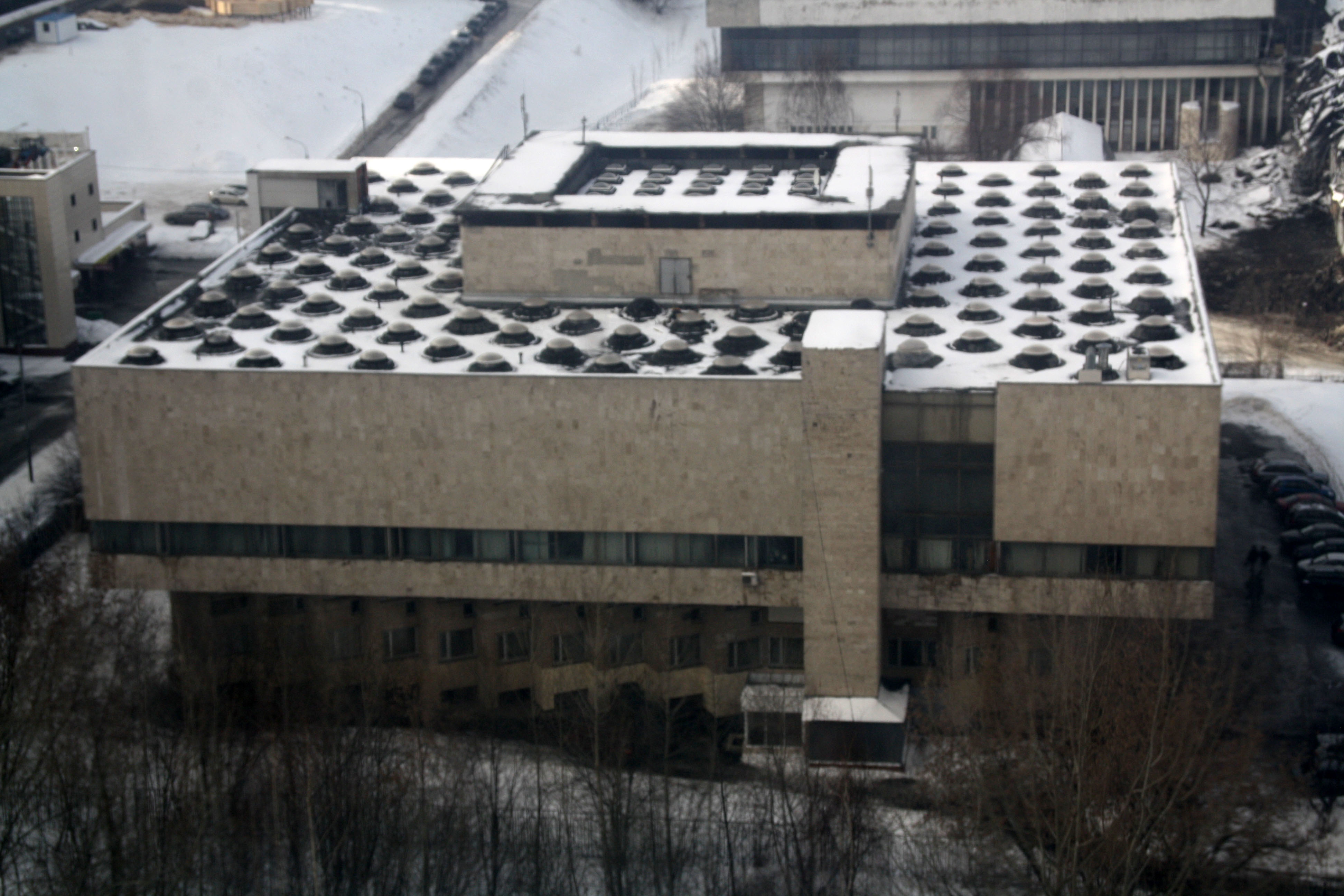
Вид на здание с воздуха, отчётливо видны световые колодцы

Место для нового здания ГЦНМБ было выбрано в 22-м квартале Новых Черёмушек по соседству с Институтом научной информации по общественным наукам, и здание проектировали те же архитекторы, что и ИНИОН — Яков Белопольский, Ефим Вулых и Лев Мисожников. В здании были применены уже опробованные решения: задняя часть квадратного в плане здания была отдана под хранение, администрацию и комнаты для обработки литературы, верхний уровень — отдан читателям. В отличие от ИНИОНа, здание ГЦНМБ расположилось в глубине парка, что позволило архитекторам сосредоточиться на внутреннем пространстве, оставив фасады предельно простыми: глухие стены на пилонах, прорезанные ленточным окном, которое в 2 местах прерывалось вертикальным остеклением. За окном разместились рабочие кабинеты сотрудников, огибавшие по периметру куб книгохранилища.
Пространство читального зала было разделено на блоки 3×3 метра, разделённые легко демонтируемыми перегородками. Каждая ячейка была обеспечена индивидуальным естественным освещением через световые колодцы, искусственным светом, вентиляцией и отоплением. Стены, пол и перегородки были покрыты поглощающим шум материалом. От каких-либо окон в зале отказались по рекомендациям прогрессивных психологов, которые утверждали, что вид из окон отвлекает человека от чтения: вид на парк остался только в специально оборудованных зонах отдыха. В нижней части читального зала были организованы проходы в секции подсобного фонда и открытую часть хранения, а доставка книг из глубины книгохранилища осуществлялась автоматизированной системой подъёмников и конвейеров. Медицинская специфика библиотеки не получила отражения в её внешнем облике за исключением аутентичной металлической надписи на фасаде.

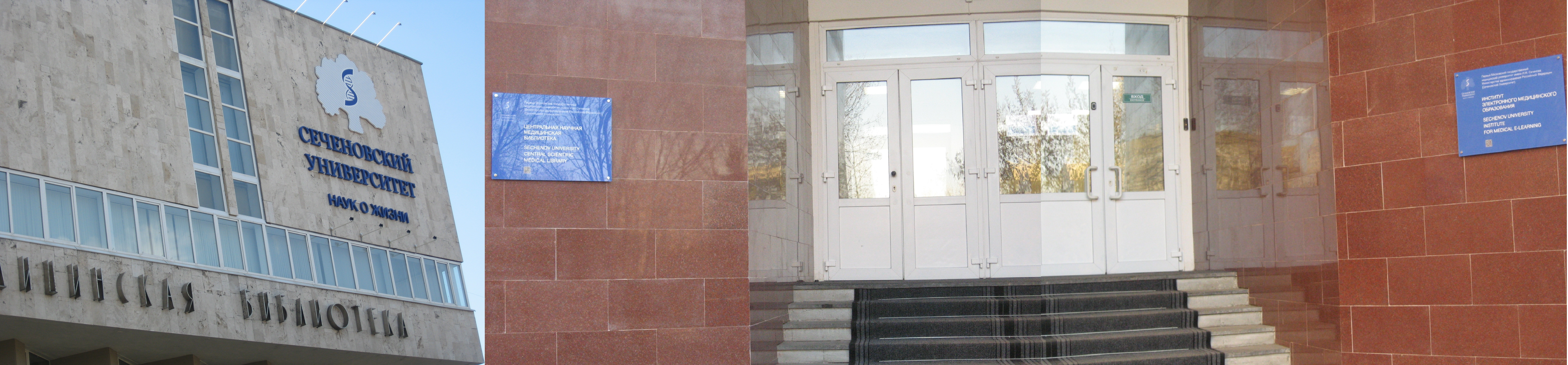
Фасад после начала ремонта, апрель 2019 г.

### Современность
В 2001 году ГЦНМБ была реорганизована и вошла в состав Первого Московского государственного медицинского университета имени И. М. Сеченова как Центральная научная медицинская библиотека. Она сохранила функции головной отраслевой медицинской библиотеки в стране.
В № 3 научного журнала «Молодой учёный» вышла публикация о недостатках в организации работы ЦНМБ и Российской государственной библиотеки. Автор отмечал, что после перехода библиотеки в подчинение МГМУ часть здания была занята учебным заведением и частными фирмами: библиотека потеряла весь верхний этаж, который теперь используется для университетских занятий, нарушающих тишину в здании, а в другом просторном зале разместился коммерческий магазин иностранной литературы. Кроме того, в 1990-х — 2000-х годах ЦНМБ сперва перенесла большую часть иностранных подписных изданий в хранилище и ввела платный доступ, а позднее вовсе прекратила выдачу. По утверждению автора, из-за протечек и затопления подвала здания часть изданий была утеряна.
В связи с размещением в библиотеке центра по аккредитации врачей (аккредитация проводится в РФ с 2016 г) и ремонта каталоги (не электронные) стали недоступны, читальный зал перенесён в другое помещение, доступ к диссертациям прекращён.

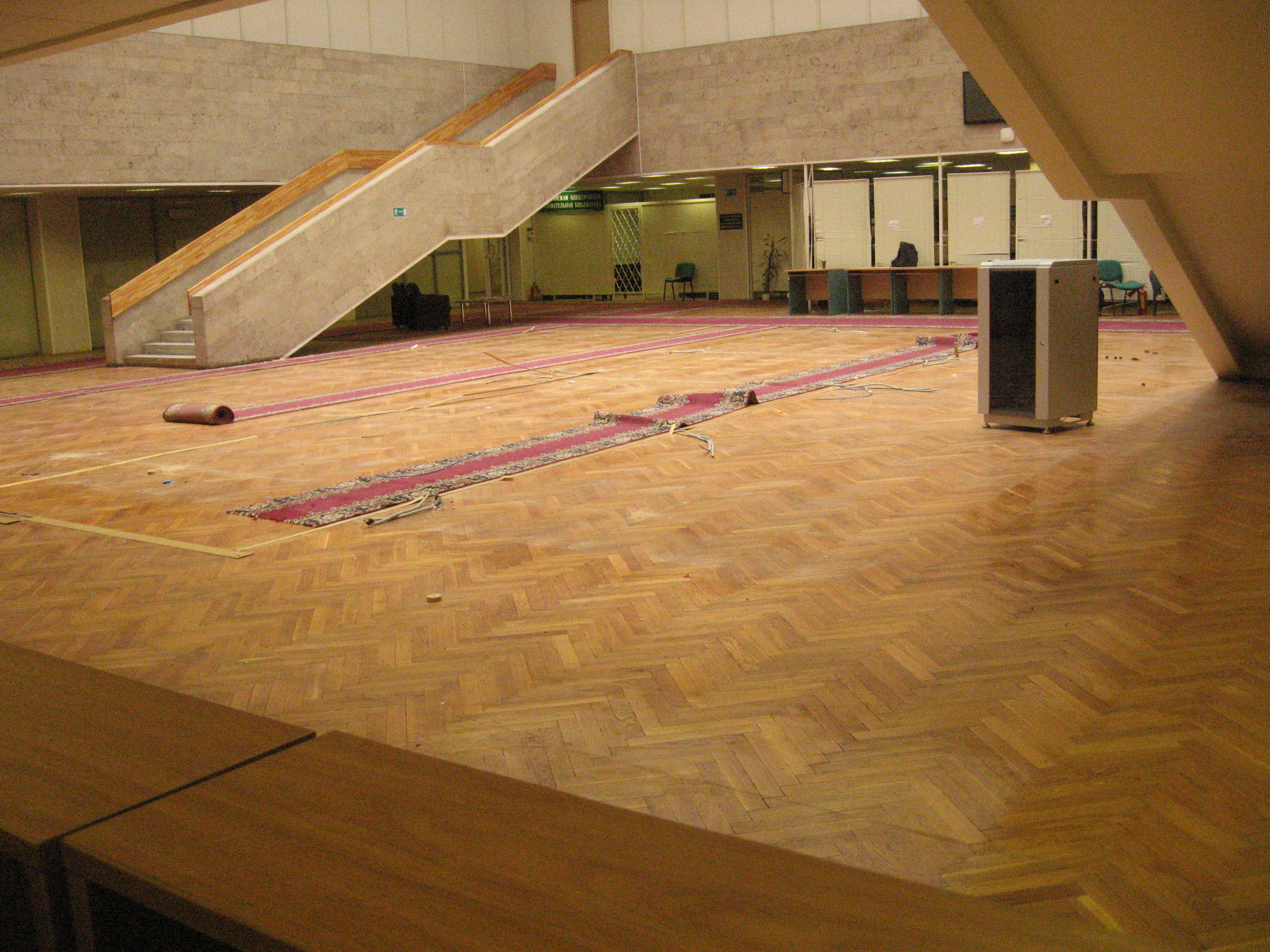
Остатки читального зала ЦНМБ 10 июля 2018 г. Десятки столов с настольными лампами, розетками и компьютерами, подключенными к каталогам и интернет-ресурсам научной и учебной информации, уже вынесены — кабели связи и провода электропитания лежат на полу.

С 1 июля 2019 г. библиотека полностью прекратила обслуживание читателей, как декларируется — из-за ремонта. В то же время в помещениях здания, ранее использовавшихся как читальный зал и др. и уже отремонтированных, ведутся занятия разных кафедр МГМУ им. Сеченова. Часть литературы перенесена в не приспособленные для хранения помещения, сотрудников сокращают.
Позднее библиотека возобновила обслуживание читателей (но доступна лишь часть фонда).

## Фонд библиотеки
Фонд библиотеки насчитывает более 1,5 миллионов наименований российской и иностранной медицинской литературы. В собрании представлены научные труды, переводы, диссертации (с 1944 года библиотека хранит все научные диссертации по медицине), авторефераты, депонированные рукописи. В ЦНМБ представлена медицинская литература, изданная с XVI века по настоящее время, в том числе русская земская медицинская литература, издания медицинских учебных заведений и медицинских обществ, коллекция отечественных медицинских журналов, начиная с первого выпуска «Санкт-Петербургских врачебных ведомостей» 1792 года, антикварные издания трудов Гиппократа, Галена, Авиценны. С 1988 года в ЦНМБ ведётся электронная база данных «Российская медицина», охватывающая более 80 % всех опубликованных и неопубликованных материалов отрасли. В год ЦНМБ посещает около 120 тысяч человек, книговыдача превышает 400 тысяч единиц.

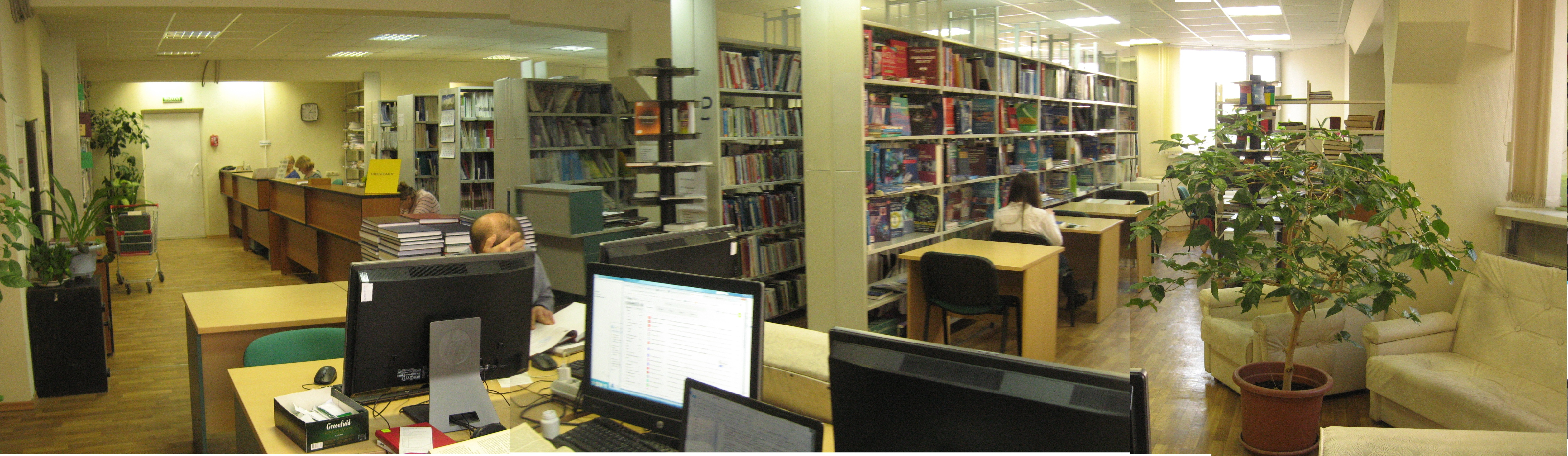
После ремонта, начатого в 2018 г., значительная часть помещений библиотеки стала использоваться для других целей. В новом читальном зале осталось полтора десятка рабочих мест, три компьютера с доступом к каталогам, а выдача книг и консультация читателей в том же маленьком помещении создаёт шум, мешающий работать.

## Направления деятельности
С советского периода за ЦНМБ сохраняется ряд функций, связанных с её ключевым положением в системе медицинских библиотек. ЦНМБ является государственным научно-исследовательским предприятием в сфере медицины и здравоохранения и научно-методологическим центром сети медицинских библиотек в России. Библиотека бесплатно получает обязательный экземпляр профильных изданий, выступает национальным хранилищем диссертаций по медицине и фармацевтике и депозитарием медицинской литературы, ведёт международный книгообмен. ЦНМБ состоит в Международной библиотечной ассоциации (IFLA) и Российской библиотечной ассоциации, входит в единую государственную систему межбиблиотечного абонемента, служит компьютеризированным центром библиотечной системы медицинского анализа и поиска (МЕДЛАРС). Также Центральная научная медицинская библиотека имеет особую общественную значимость как культурно-просветительское учреждение.

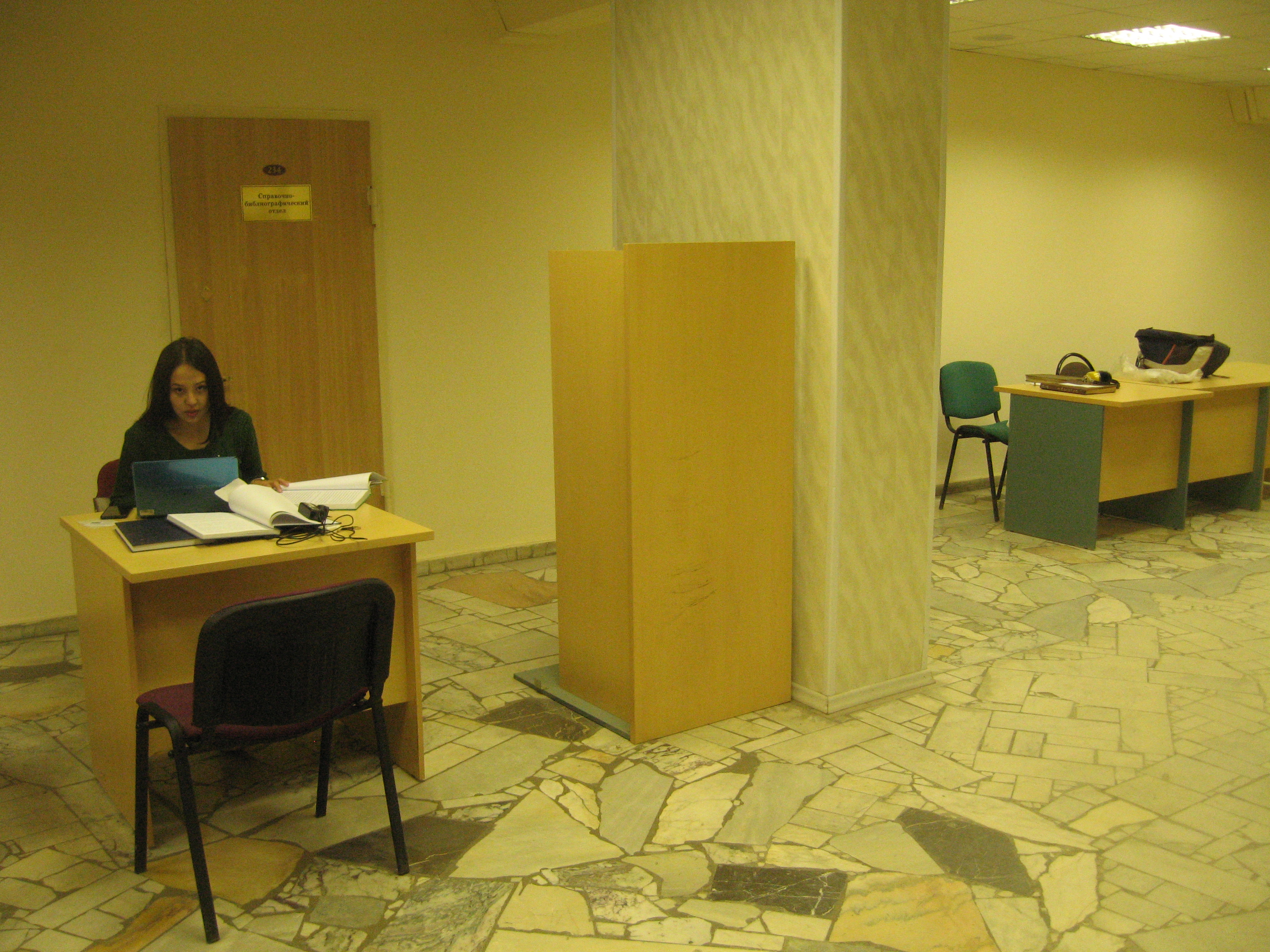
После возобновления работы библиотеки в конце лета (2019) — единственным рабочим местом для читателей в специально построенном для библиотеки здании стал коридор…

В 2012 году Министерство здравоохранения РФ совместно с МГМУ создало на базе фондов ЦНМБ «Федеральную электронную медицинскую библиотеку» как справочную систему в рамках единой государственной информационной системы в сфере здравоохранения. На 10 октября 2017 года в ФЭМБ в открытом доступе были опубликованы 23558 документов.